# Lubuk Sahung (Seberang Musi)
Lubuk Sahung is een bestuurslaag in het regentschap Kepahiang van de provincie Bengkulu, Indonesië. Lubuk Sahung telt 804 inwoners (volkstelling 2010).